# Гур'ївська сільська рада
Гу́р'ївська сільська́ ра́да — колишній орган місцевого самоврядування в Новоодеському районі Миколаївської області. Адміністративний центр — село Гур'ївка.

## Загальні відомості
- Населення ради: 2 085 осіб (станом на 2001 рік)

## Населені пункти
Сільській раді були підпорядковані населені пункти:
- с. Гур'ївка
- с. Піски

## Склад ради
Рада складалася з 16 депутатів та голови.
- Голова ради: Данилюк Микола Миколайович
- Секретар ради: Джуламанова Любов Леонідівна

### Керівний склад попередніх скликань
| Прізвище, ім'я, по батькові | Основні відомості                                                         | Дата обрання | Дата звільнення |
| --------------------------- | ------------------------------------------------------------------------- | ------------ | --------------- |
| Данилюк Микола Миколайович  | Сільський голова, 1947 року народження, освіта вища, член Народної партії | 26.03.2006   | 31.10.2010      |
| Данилюк Микола Миколайович  | Сільський голова, 1947 року народження, освіта вища, член Партії регіонів | 31.10.2010   |                 |

Примітка: таблиця складена за даними сайту Верховної Ради України

## Населення
Згідно з переписом УРСР 1989 року чисельність наявного населення сільської ради становила 2784 особи, з яких 1317 чоловіків та 1467 жінок.
За переписом населення України 2001 року в сільській раді мешкало 2066 осіб.

### Мова
Розподіл населення за рідною мовою за даними перепису 2001 року:
| Мова       | Відсоток |
| ---------- | -------- |
| українська | 87,63 %  |
| російська  | 10,98 %  |
| молдовська | 1,15 %   |
| білоруська | 0,10 %   |